# 叶仲裕
叶仲裕（1881年—1909年），原名叶景莱，字仲裕，以字行世。清朝末年社会活动家、革命家、教育家。浙江省杭县（今杭州市余杭）人。今上海复旦大学创始人之一。

## 生平简历
叶仲裕早年就读于上海震旦学院。在震旦学院学习期间，叶仲裕深受马相伯器重。叶仲裕和马相伯等人经历斗争，另起炉灶办学，于光绪三十一年（1905年）创办复旦公学，即今复旦大学前身。叶仲裕担任复旦公学学长（相当于美国大学中的Provost）。
光绪三十二年（1906年），叶仲裕加入光复会，鼓吹革命，期间兼任浙江杭州私立安定中学监督（相当于今之学校校长）。
宣统元年（1909年），叶仲裕投长江自尽，年仅29岁。